# Kawaler (film)
Kawaler (tytuł oryg. The Bachelor) – amerykański film fabularny (komedia romantyczna) z 1999 roku, wyreżyserowany przez Gary’ego Sinyora na podstawie sztuki Roia Coopera Megrue'a. Remake filmu Szczęśliwa siódemka (Seven Chances, 1925).

## Opis fabuły
Tuż przed trzydziestymi urodzinami Jimmie (Chris O’Donnell) dowiaduje się, że odziedziczy majątek, jeśli ożeni się... przed trzydziestką. Zdesperowany próbuje odnowić kontakty z dawnymi partnerkami, m.in. z Buckley i Ilaną (Mariah Carey).

## Obsada
- Chris O’Donnell − Jimmie Shannon
- Renée Zellweger − Anne Arden
- Artie Lange − Marco
- Edward Asner − Sid Gluckman
- Hal Holbrook − Roy O'Dell
- James Cromwell − ksiądz
- Marley Shelton − Natalie Arden
- Peter Ustinov − dziadek James Shannon
- Katharine Towne − Monique
- Mariah Carey − Ilana
- Sarah Silverman − Carolyn
- Jennifer Esposito − Daphne
- Brooke Shields − Buckley Hale-Windsor
- Stacy Edwards - Zoe
- Rebecca Cross - Stacey
- Maree Cheatham - Mona Arden
- Lydell M. Cheshier - Sanzel
- Robert Kotecki - Hodgman

i inni.